# Match des étoiles de la Ligue majeure de baseball 2017
Le match des étoiles de la Ligue majeure de baseball 2017 (2017 Major League Baseball All-Star Game) est la 88e édition de cette opposition entre les meilleurs joueurs de la Ligue américaine et de la Ligue nationale, les deux composantes des Ligues majeures de baseball (MLB). 
Le match est joué le 11 juillet 2017 au Marlins Park de Miami aux États-Unis, tel qu'annoncé par le baseball majeur le 13 février 2015. Il est remporté par les étoiles de la Ligue américaine, 2-1 sur les étoiles de la Ligue nationale, en 10 manches de jeu. Robinson Canó des Mariners de Seattle est joueur du match.
C'est la première fois que le match des étoiles est joué à Miami, et la première fois en Floride. L'équipe hôte du match, les Marlins de Miami, avaient été en 1995 choisis pour présenter le match des étoiles de 2000 dans leur stade de l'époque, le Joe Robbie Stadium, mais la décision avait été renversée par le président de la Ligue nationale en 1998 et le match finalement joué au Turner Field d'Atlanta.
Après le match des étoiles 2015 à Cincinnati et celui de 2016 à San Diego, c'est la première fois que la classique de mi-saison est disputée dans le stade d'un club de la Ligue nationale trois étés de suite. Les étoiles de la Ligue nationale forment l'équipe hôte pour le match à Miami.
Ce match des étoiles ne décide pas de l'avantage du terrain pour la Série mondiale comme c'était le cas de 2003 à 2016, le baseball majeur ayant abandonné cette particularité.

## Déroulement du match
| Ligue américaine | 0 | 0 | 0 | 0 | 1 | 0 | 0 | 0 | 0 | 1 | 2 | 10 | 0 |
| Ligue nationale | 0 | 0 | 0 | 0 | 0 | 1 | 0 | 0 | 0 | 0 | 1 | 7  | 0 |
| Lanceurs partants : AL : Chris Sale NL : Max Scherzer Vic. : Craig Kimbrel Déf. : Wade Davis Sauv. : Andrew Miller HRs : AL : Robinson Canó NL : Yadier Molina |   |   |   |   |   |   |   |   |   |   |   |    |   |

## Effectifs

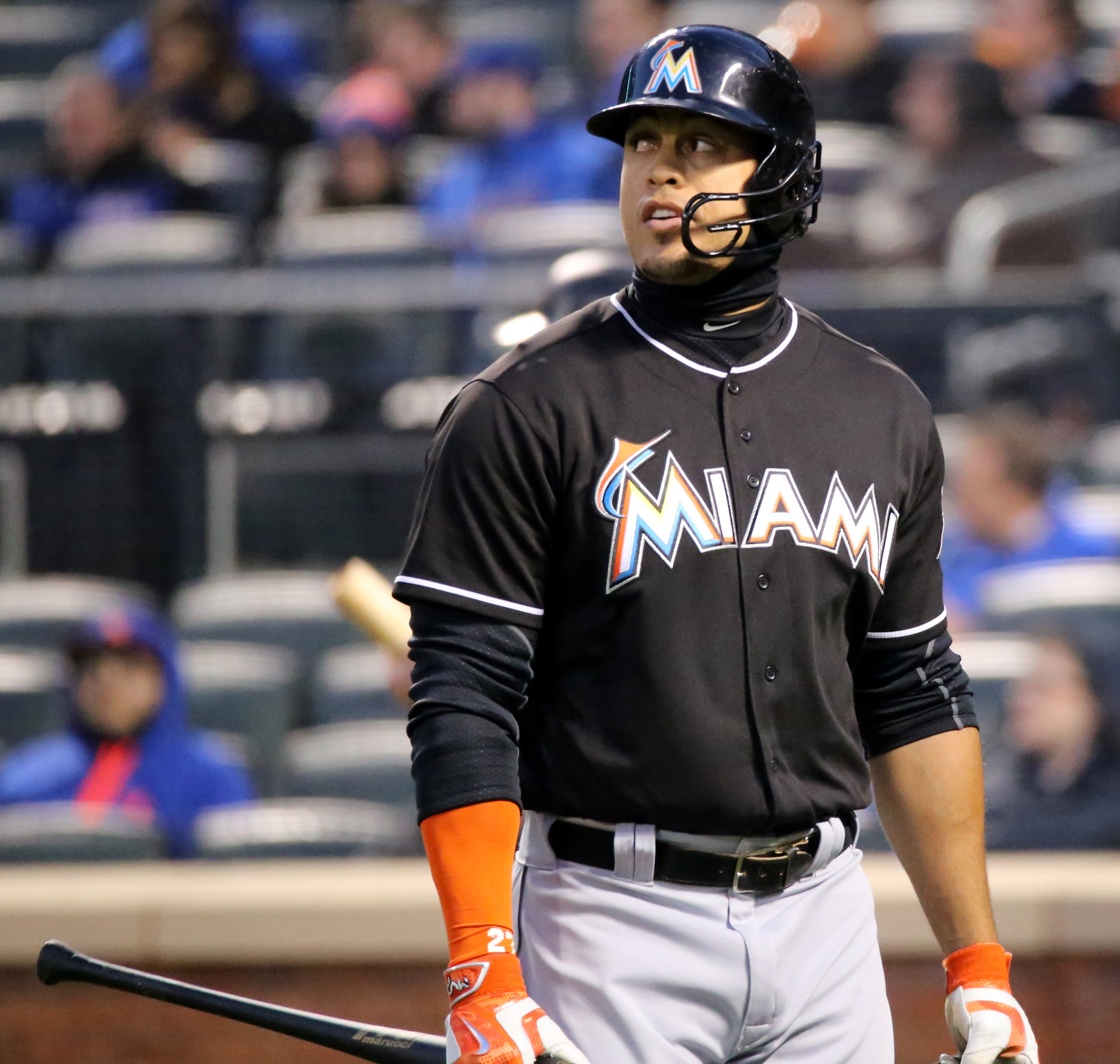
Giancarlo Stanton des Marlins de Miami.

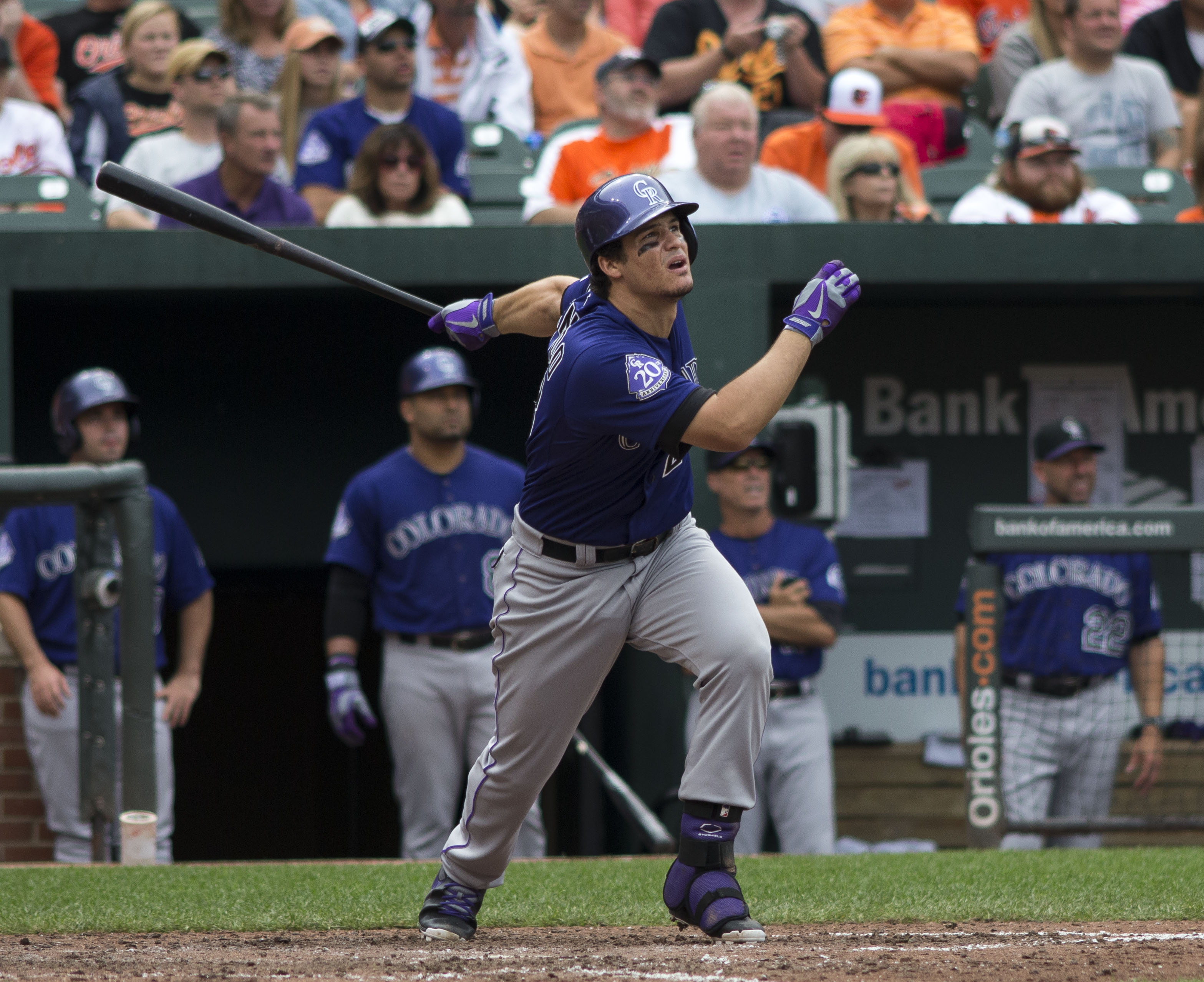
Nolan Arenado des Rockies du Colorado.

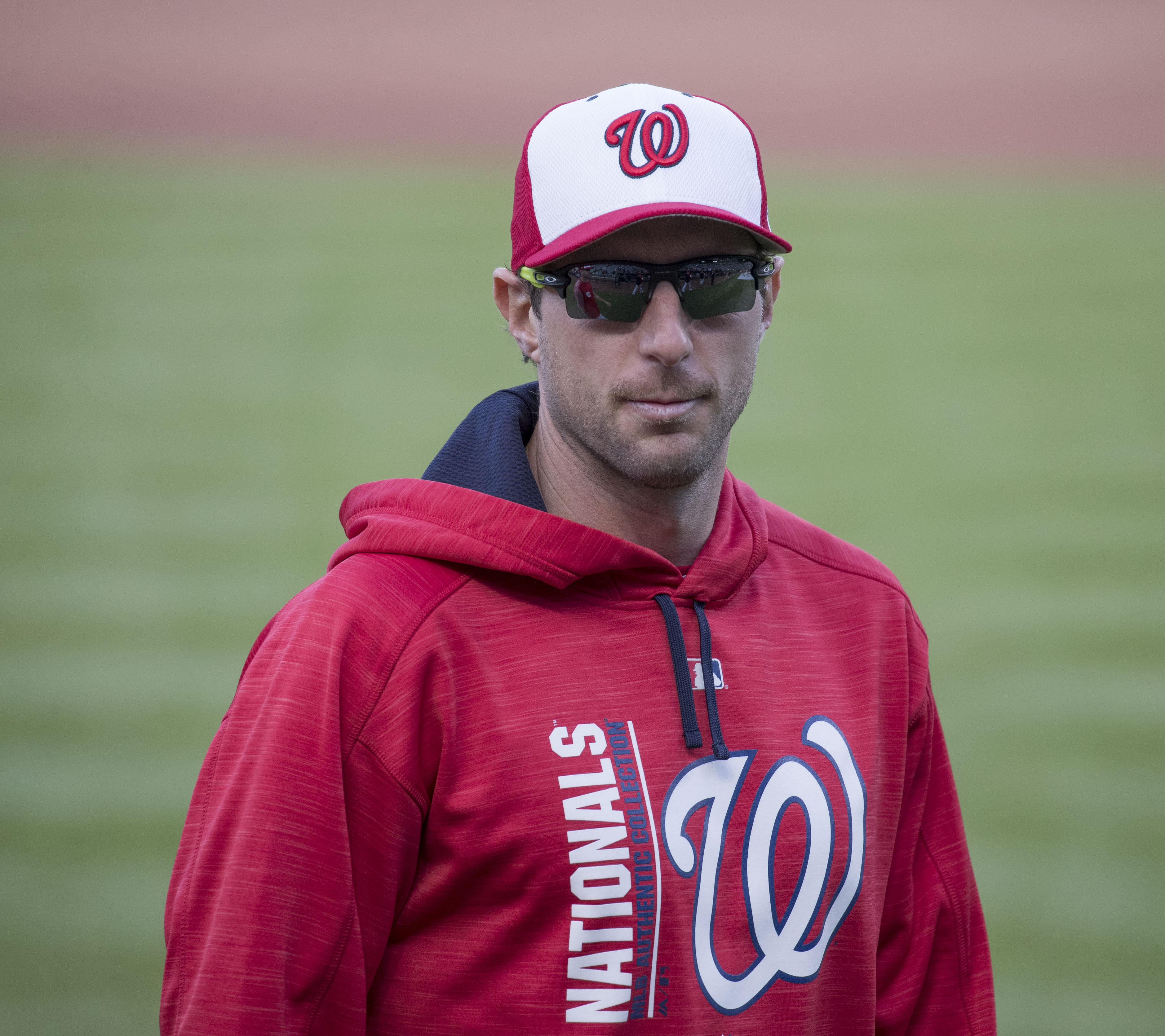
Max Scherzer est l'un des 5 joueurs des Nationals de Washington invités et le lanceur partant de la Ligue nationale.

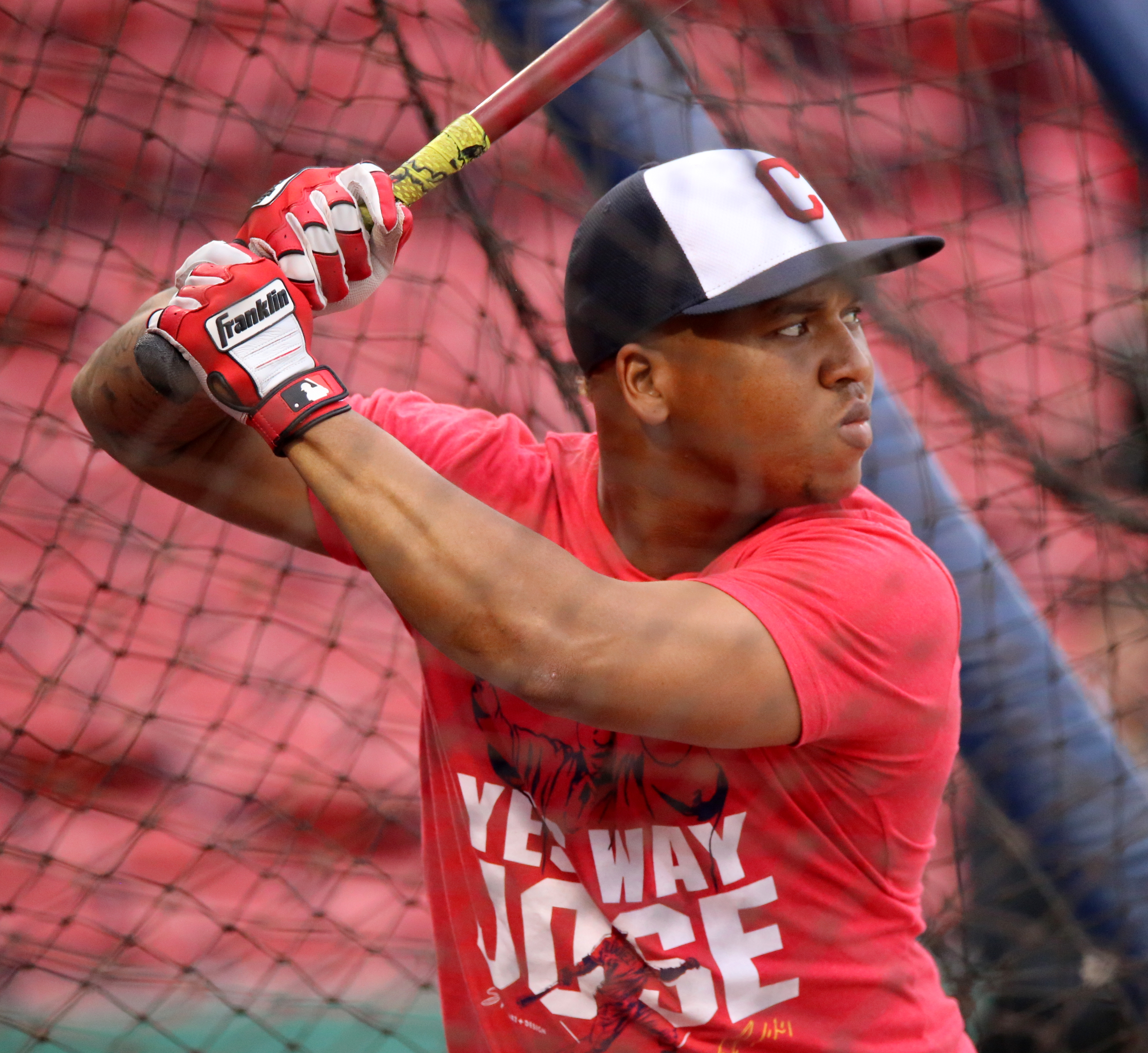
José Ramírez est le joueur de troisième but partant de la Ligue américaine.

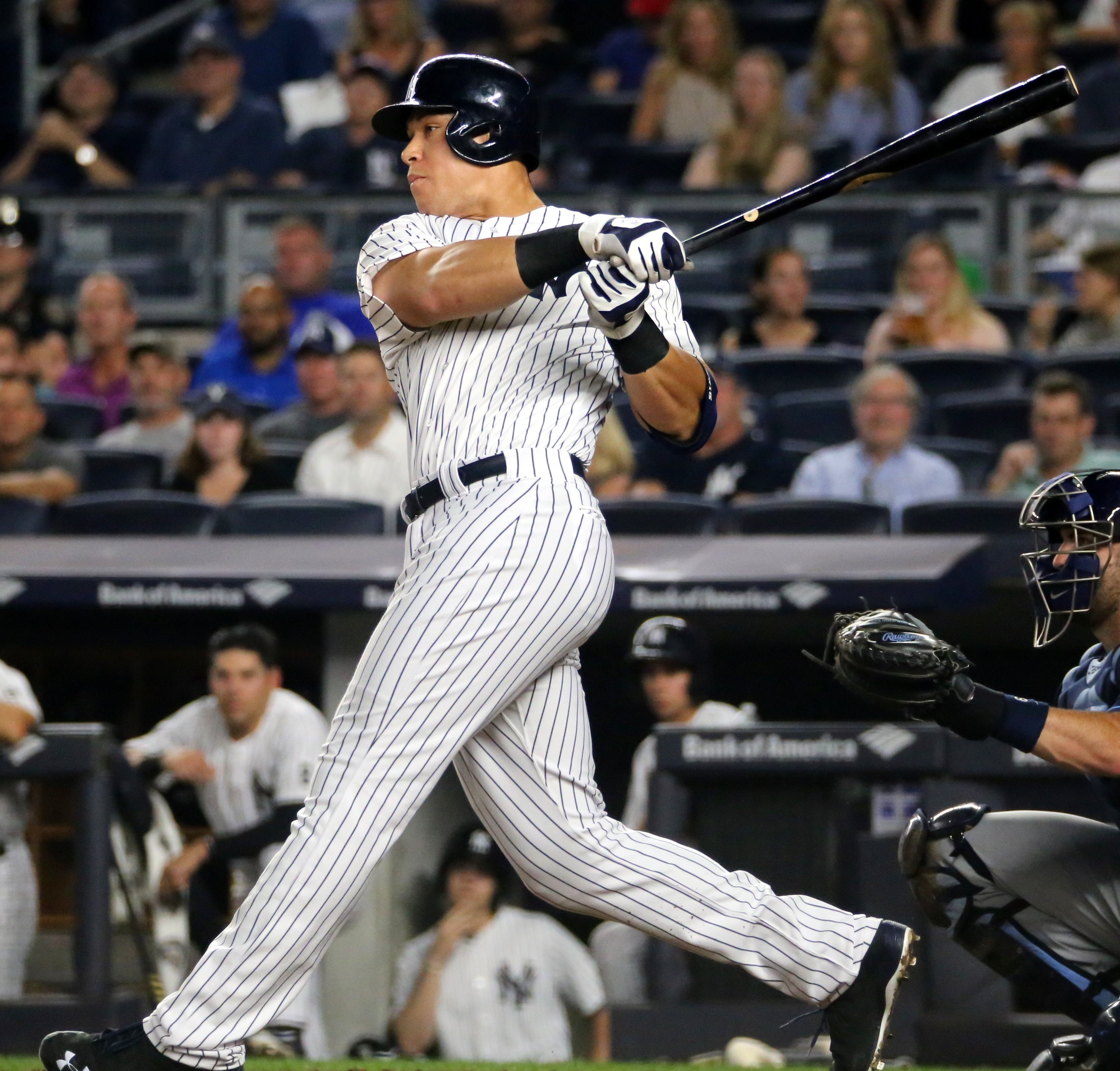
Aaron Judge, la recrue des Yankees de New York, est le joueur qui reçoit le plus de votes dans la Ligue américaine.

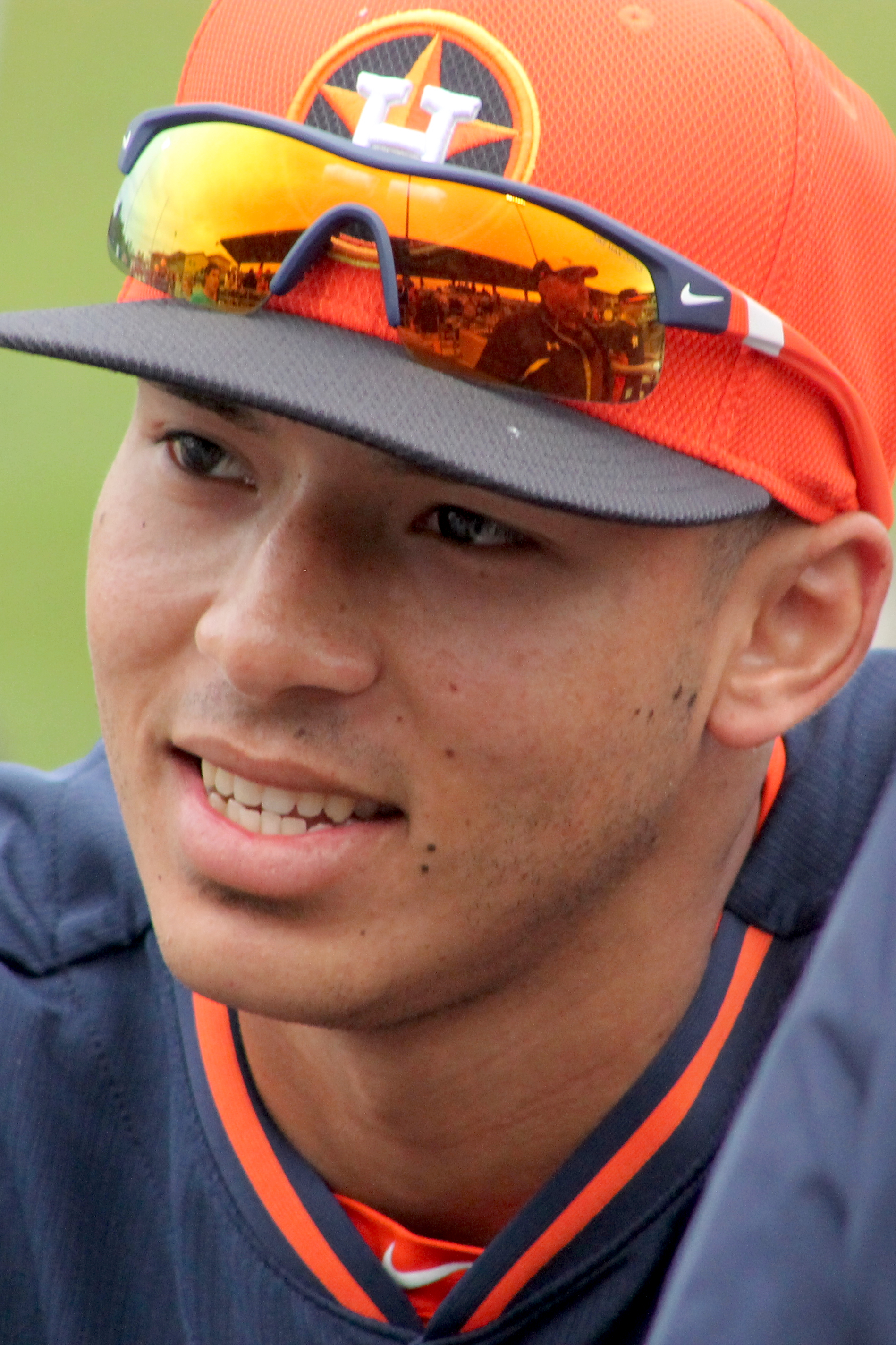
Invité pour la première fois, Carlos Correa est l'un des 5 représentants des Astros de Houston.

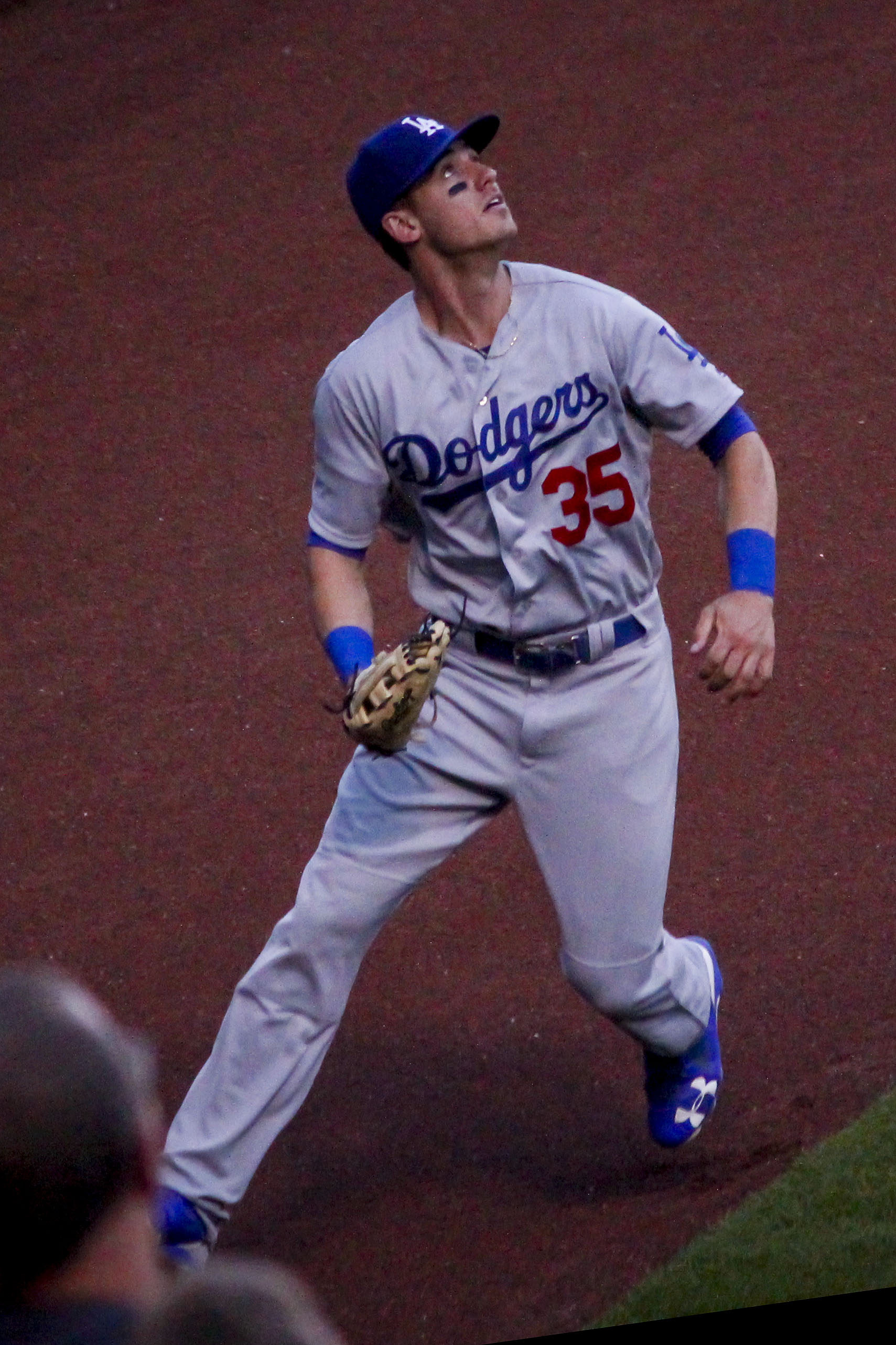
Cody Bellinger, joueur recrue des Dodgers de Los Angeles.

### Ligue nationale
- Gérant : Joe Maddon des Cubs de Chicago, champions de la Série mondiale 2016
- Instructeurs : Don Mattingly, gérant des Marlins de Miami, et le personnel d'instructeurs des Cubs de Chicago[6].

| Alignement partant (voté par le public) | Alignement partant (voté par le public) | Alignement partant (voté par le public) | Alignement partant (voté par le public) |
| Position                                | Joueur                                  | Équipe                                  | Sélections                              |
| --------------------------------------- | --------------------------------------- | --------------------------------------- | --------------------------------------- |
| Receveur                                | Buster Posey                            | Giants de San Francisco                 | 5                                       |
| Premier but                             | Ryan Zimmerman                          | Nationals de Washington                 | 2                                       |
| Deuxième but                            | Daniel Murphy                           | Nationals de Washington                 | 3                                       |
| Troisième but                           | Nolan Arenado                           | Rockies du Colorado                     | 3                                       |
| Arrêt court                             | Zack Cozart                             | Reds de Cincinnati                      | 1                                       |
| Champ extérieur                         | Marcell Ozuna                           | Marlins de Miami                        | 2                                       |
| Champ extérieur                         | Charlie Blackmon                        | Rockies du Colorado                     | 2                                       |
| Champ extérieur                         | Bryce Harper                            | Nationals de Washington                 | 5                                       |

| Réserves (joueurs de position) | Réserves (joueurs de position) | Réserves (joueurs de position) | Réserves (joueurs de position) |
| Position                       | Joueur                         | Équipe                         | Sélections                     |
| ------------------------------ | ------------------------------ | ------------------------------ | ------------------------------ |
| Receveur                       | Yadier Molina                  | Cardinals de Saint-Louis       | 8                              |
| Premier but                    | Paul Goldschmidt               | Diamondbacks de l'Arizona      | 5                              |
| Premier but                    | Joey Votto                     | Reds de Cincinnati             | 5                              |
| Deuxième but                   | Josh Harrison                  | Pirates de Pittsburgh          | 2                              |
| Deuxième but                   | DJ LeMahieu                    | Rockies du Colorado            | 2                              |
| Troisième but                  | Jake Lamb                      | Diamondbacks de l'Arizona      | 1                              |
| Troisième but                  | Justin Turner                  | Dodgers de Los Angeles         | 1                              |
| Arrêt-court                    | Corey Seager                   | Dodgers de Los Angeles         | 2                              |
| Champ extérieur                | Cody Bellinger                 | Dodgers de Los Angeles         | 1                              |
| Champ extérieur                | Michael Conforto               | Mets de New York               | 1                              |
| Champ extérieur                | Ender Inciarte                 | Braves d'Atlanta               | 1                              |
| Champ extérieur                | Giancarlo Stanton              | Marlins de Miami               | 4                              |

| Lanceurs          | Lanceurs                  | Lanceurs   | Lanceurs |
| Joueur            | Équipe                    | Sélections |          |
| ----------------- | ------------------------- | ---------- | -------- |
| Wade Davis        | Cubs de Chicago           | 3          |          |
| Zack Greinke      | Diamondbacks de l'Arizona | 4          |          |
| Brad Hand         | Padres de San Diego       | 1          |          |
| Greg Holland      | Rockies du Colorado       | 3          |          |
| Kenley Jansen     | Dodgers de Los Angeles    | 2          |          |
| Clayton Kershaw*  | Dodgers de Los Angeles    | 7          |          |
| Corey Knebel      | Brewers de Milwaukee      | 1          |          |
| Carlos Martínez   | Cardinals de Saint-Louis  | 2          |          |
| Pat Neshek        | Phillies de Philadelphie  | 2          |          |
| Robbie Ray        | Diamondbacks de l'Arizona | 1          |          |
| Max Scherzer      | Nationals de Washington   | 5          |          |
| Stephen Strasburg | Nationals de Washington   | 3          |          |
| Alex Wood*        | Dodgers de Los Angeles    | 1          |          |

- Alex Wood remplace Clayton Kershaw, non disponible pour le match d'étoiles[7].

### Ligue américaine
- Gérant : Brad Mills[8], l'instructeur de banc des Indians de Cleveland, champions 2016 de la Ligue américaine, en remplacement du gérant des Indians Terry Francona, en congé de maladie[9].
- Instructeurs : Kevin Cash, gérant des Rays de Tampa Bay, et le personnel d'instructeurs des Indians de Cleveland[10].

| Alignement partant (voté par le public) | Alignement partant (voté par le public) | Alignement partant (voté par le public) | Alignement partant (voté par le public) |
| Position                                | Joueur                                  | Équipe                                  | Sélections                              |
| --------------------------------------- | --------------------------------------- | --------------------------------------- | --------------------------------------- |
| Receveur                                | Salvador Pérez                          | Royals de Kansas City                   | 5                                       |
| Premier but                             | Justin Smoak                            | Blue Jays de Toronto                    | 1                                       |
| Deuxième but                            | José Altuve                             | Astros de Houston                       | 5                                       |
| Troisième but                           | José Ramírez                            | Indians de Cleveland                    | 1                                       |
| Arrêt court                             | Carlos Correa                           | Astros de Houston                       | 1                                       |
| Champ extérieur                         | George Springer                         | Astros de Houston                       | 1                                       |
| Champ extérieur                         | Mike Trout*                             | Angels de Los Angeles                   | 6                                       |
| Champ extérieur                         | Aaron Judge                             | Yankees de New York                     | 1                                       |
| Frappeur désigné                        | Corey Dickerson                         | Rays de Tampa Bay                       | 1                                       |

- Mike Trout, blessé, est remplacé par Mookie Betts dans l'alignement partant[11] et par Justin Upton sur l'équipe d'étoiles[12].

| Réserves (joueurs de position) | Réserves (joueurs de position) | Réserves (joueurs de position) | Réserves (joueurs de position) |
| Position                       | Joueur                         | Équipe                         | Sélections                     |
| ------------------------------ | ------------------------------ | ------------------------------ | ------------------------------ |
| Receveur                       | Gary Sánchez                   | Yankees de New York            | 1                              |
| Premier but                    | Yonder Alonso                  | Athletics d'Oakland            | 1                              |
| Deuxième but                   | Starlin Castro*                | Yankees de New York            | 4                              |
| Deuxième but                   | Robinson Canó*                 | Mariners de Seattle            | 8                              |
| Deuxième but                   | Jonathan Schoop                | Orioles de Baltimore           | 1                              |
| Troisième but                  | Mike Moustakas                 | Royals de Kansas City          | 2                              |
| Troisième but                  | Miguel Sanó                    | Twins du Minnesota             | 1                              |
| Arrêt-court                    | Francisco Lindor               | Indians de Cleveland           | 2                              |
| Champ extérieur                | Mookie Betts                   | Red Sox de Boston              | 2                              |
| Champ extérieur                | Michael Brantley               | Indians de Cleveland           | 2                              |
| Champ extérieur                | Avisail García                 | White Sox de Chicago           | 1                              |
| Champ extérieur                | Justin Upton                   | Tigers de Détroit              | 4                              |
| Frappeur désigné               | Nelson Cruz                    | Mariners de Seattle            | 5                              |

- Justin Upton remplace Mike Trout, blessé[12].

| Lanceurs          | Lanceurs              | Lanceurs   | Lanceurs |
| Joueur            | Équipe                | Sélections |          |
| ----------------- | --------------------- | ---------- | -------- |
| Chris Archer*     | Rays de Tampa Bay     | 2          |          |
| Dellin Betances   | Yankees de New York   | 4          |          |
| Yu Darvish*       | Rangers du Texas      | 4          |          |
| Chris Devenski*   | Astros de Houston     | 1          |          |
| Michael Fulmer*   | Tigers de Détroit     | 1          |          |
| Dallas Keuchel*   | Astros de Houston     | 2          |          |
| Craig Kimbrel     | Red Sox de Boston     | 6          |          |
| Brandon Kintzler* | Twins du Minnesota    | 1          |          |
| Corey Kluber*     | Indians de Cleveland  | 2          |          |
| Lance McCullers   | Astros de Houston     | 1          |          |
| Andrew Miller     | Indians de Cleveland  | 2          |          |
| Roberto Osuna*    | Blue Jays de Toronto  | 1          |          |
| Chris Sale        | Red Sox de Boston     | 6          |          |
| Ervin Santana     | Twins du Minnesota    | 2          |          |
| Luis Severino     | Yankees de New York   | 1          |          |
| Jason Vargas      | Royals de Kansas City | 1          |          |

- Dallas Keuchel, blessé, n'est pas disponible pour le match[12].

### Vote populaire et alignements partants

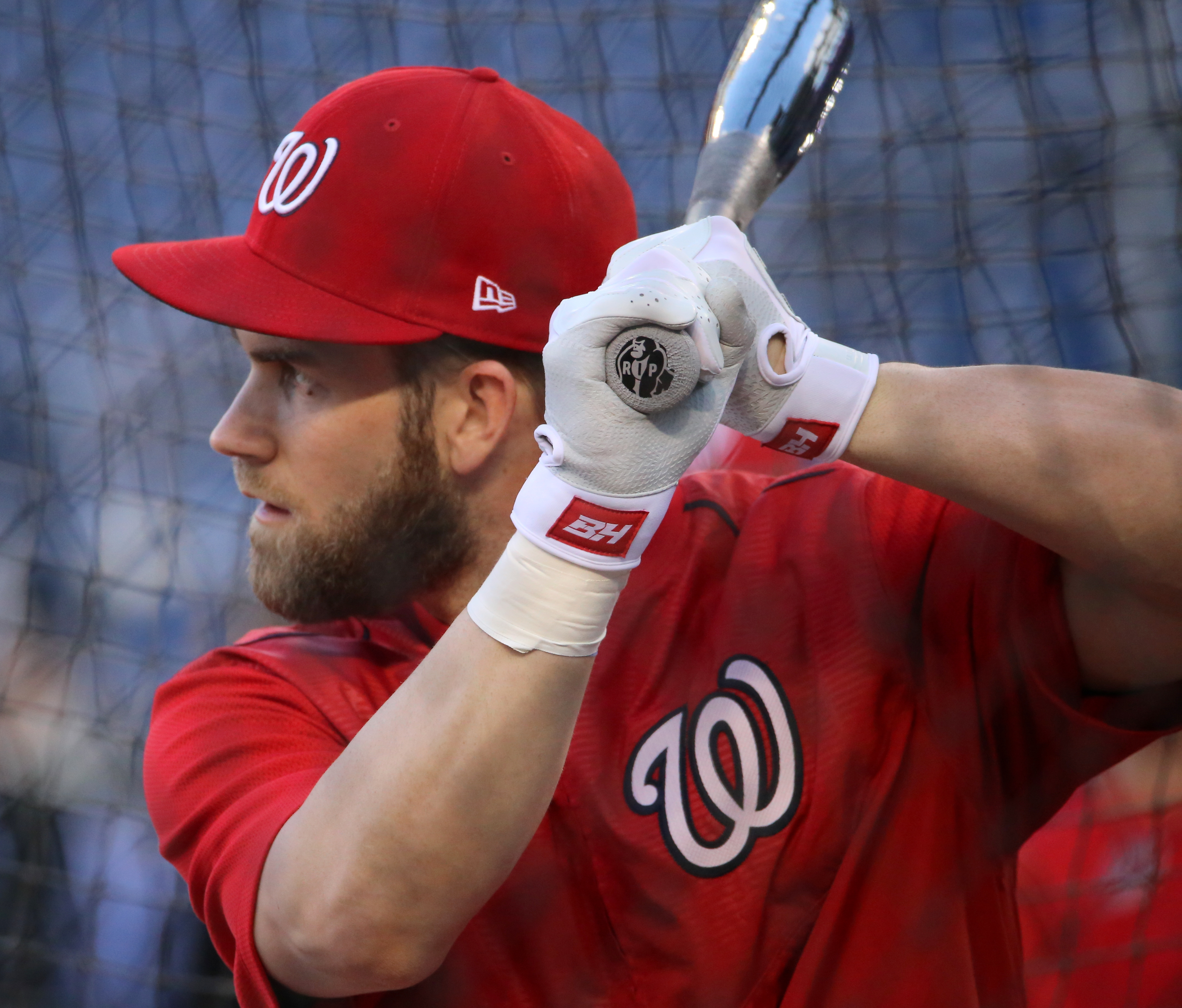
Bryce Harper est le joueur qui reçoit le plus de votes du public pour le match d'étoiles 2017.

Les joueurs qui amorcent le match d'étoiles à chaque position, sauf celle de lanceur, sont choisis par un vote populaire en ligne qui dure un peu plus de huit semaines et se termine le 29 juin 2017. Les effectifs des deux équipes d'étoiles, incluant les joueurs gagnants du vote populaire, sont dévoilés le 2 juillet 2017.
En 2017, Bryce Harper, un joueur de champ extérieur des Nationals de Washington, reçoit le plus grand nombre de votes au scrutin populaire : 4 630 306 voix. Le joueur de la Ligue américaine qui en reçoit le plus, deuxième au total après Harper, est le joueur de champ extérieur Aaron Judge des Yankees de New York avec 4 488 702 votes.

### Vote final: deux joueurs supplémentaires
Le « vote final » (All-Star Game Final Vote), créé pour le match d'étoiles de 2002 et répété chaque année depuis, permet aux partisans d'élire deux réservistes supplémentaires, un pour chaque ligue, parmi une liste de 5 finalistes déterminée par les gérants des deux équipes d'étoiles. Le vote se fait par internet, par message texte ou Twitter du 2 au 6 juillet 2017. 
Les finalistes pour ces dernières places dans les effectifs de 2017 sont :
| Ligue nationale | Ligue nationale         | Ligue nationale | Ligue américaine | Ligue américaine      | Ligue américaine |
| Joueur          | Équipe                  | Position        | Joueur           | Équipe                | Position         |
| --------------- | ----------------------- | --------------- | ---------------- | --------------------- | ---------------- |
| Justin Bour     | Marlins de Miami        | Premier but     | Elvis Andrus     | Rangers du Texas      | Arrêt-court      |
| Kris Bryant     | Cubs de Chicago         | Troisième but   | Xander Bogaerts  | Red Sox de Boston     | Arrêt-court      |
| Anthony Rendon  | Nationals de Washington | Troisième but   | Didi Gregorius   | Yankees de New York   | Arrêt-court      |
| Mark Reynolds   | Rockies du Colorado     | Premier but     | Logan Morrison   | Rays de Tampa Bay     | Premier but      |
| Justin Turner   | Dodgers de Los Angeles  | Troisième but   | Mike Moustakas   | Royals de Kansas City | Troisième but    |

Le vote final se termine le 6 juillet 2017 et les deux joueurs supplémentaires invités sur les équipes d'étoiles sont Mike Moustakas des Royals de Kansas City et Justin Turner des Dodgers de Los Angeles.

## Autres événements entourant le match des étoiles

### Match des étoiles du futur
Le 19e match des étoiles du futur (All-Star Futures Game), un événement présenté depuis 1999 en marge de la partie d'étoiles, est joué le dimanche 9 juillet 2017 à Miami et oppose les meilleurs jeunes joueurs des ligues mineures de baseball partagés en deux équipes : celle des États-Unis et celle des joueurs originaires des autres pays.
L'équipe des États-Unis renoue avec la victoire après avoir encaissé en 2016 une première défaite en 7 ans. Grâce à une 4e manche des 6 points, les Américains se forgent une avance de 7-0 et résistent aux assauts de l'équipe « Monde », l'emportant par la marque de 7 à 6. Le droitier Brent Honeywell, sous contrat avec les Rays de Tampa Bay, traverse les deux premières manches du match sans donner de point et reçoit le prix Larry Doby du joueur du match, devenant le premier lanceur à recevoir l'honneur.

### Concours de coups de circuit
Le concours de coups de circuit (Home Run Derby) est présenté au Marlins Park le lundi 10 juillet 2017. Il est remporté par Aaron Judge des Yankees de New York, qui est le premier joueur recrue à remporter la compétition, hormis le co-vainqueur Wally Joyner, qui avait partagé le titre avec Darryl Strawberry en 1986.

#### Tableau
|  | Ronde 1                     | Ronde 1                  |                        |    | Ronde 2 | Ronde 2 |  |  | Finale | Finale |
|  | Ronde 1                     | Ronde 1                  |                        |    | Ronde 2 | Ronde 2 |  |  | Finale | Finale |
|  |                             |                          |                        |    |         |         |  |  |        |        |
|  |                             |                          |                        |    |         |         |  |  |        |        |
|  |                             |                          |                        |    |         |         |  |  |        |        |
|  | Giancarlo Stanton (Marlins) | 16                       |                        |    |         |         |  |  |        |        |
|  | Giancarlo Stanton (Marlins) | 16                       |                        |    |         |         |  |  |        |        |
|  | Gary Sánchez (Yankees)      | 17                       |                        |    |         |         |  |  |        |        |
|  | Gary Sánchez (Yankees)      | 17                       | Gary Sánchez (Yankees) | 10 |         |         |  |  |        |        |
|  |                             |                          | Gary Sánchez (Yankees) | 10 |         |         |  |  |        |        |
|  |                             | Miguel Sanó (Twins)      | 11                     |    |         |         |  |  |        |        |
|  | Mike Moustakas (Royals)     | Miguel Sanó (Twins)      | 11                     | 10 |         |         |  |  |        |        |
|  | Mike Moustakas (Royals)     |                          |                        | 10 |         |         |  |  |        |        |
|  | Miguel Sanó (Twins)         | 11                       |                        |    |         |         |  |  |        |        |
|  | Miguel Sanó (Twins)         | 11                       | Miguel Sanó (Twins)    | 10 |         |         |  |  |        |        |
|  |                             |                          | Miguel Sanó (Twins)    | 10 |         |         |  |  |        |        |
|  |                             | Aaron Judge (Yankees)    | 11                     |    |         |         |  |  |        |        |
|  | Aaron Judge (Yankees)       | Aaron Judge (Yankees)    | 11                     | 23 |         |         |  |  |        |        |
|  | Aaron Judge (Yankees)       |                          |                        | 23 |         |         |  |  |        |        |
|  | Justin Bour (Marlins)       | 22                       |                        |    |         |         |  |  |        |        |
|  | Justin Bour (Marlins)       | 22                       | Aaron Judge (Yankees)  | 13 |         |         |  |  |        |        |
|  |                             |                          | Aaron Judge (Yankees)  | 13 |         |         |  |  |        |        |
|  |                             | Cody Bellinger (Dodgers) | 12                     |    |         |         |  |  |        |        |
|  | Cody Bellinger (Dodgers)    | Cody Bellinger (Dodgers) | 12                     | 15 |         |         |  |  |        |        |
|  | Cody Bellinger (Dodgers)    |                          |                        | 15 |         |         |  |  |        |        |
|  | Charlie Blackmon (Rockies)  | 14                       |                        |    |         |         |  |  |        |        |
|  | Charlie Blackmon (Rockies)  | 14                       |                        |    |         |         |  |  |        |        |